# Ambillou
Ambillou település Franciaországban, Indre-et-Loire megyében. Lakosainak száma 1748 fő (2022. január 1.). Ambillou Cléré-les-Pins, Luynes, Mazières-de-Touraine, Pernay, Saint-Étienne-de-Chigny, Sonzay és Souvigné községekkel határos.

## Népesség
A település népességének változása:
| Lakosok száma | 732  | 986  | 1086 | 1568 | 1853 | 1846 | 1786 | 1757 | 1753 | 1748 |
|               | 1968 | 1982 | 1990 | 2006 | 2013 | 2015 | 2017 | 2019 | 2020 | 2022 |